# 히라이 켄
히라이 켄 (平井 堅 히라이 겐[*], 1972년 1월 17일~)은 일본의 싱어송라이터이다. 오리콘에 따르면 영화 '세상의 중심에서 사랑을 외치다'의 OST 싱글 〈눈을 감고〉는 2004년 일본에서 가장 많이 팔린 싱글로, 베스트 앨범 《노래 바보》는 2006년에 가장 많이 팔린 앨범으로 집계됐다.

## 약력
오사카부에서 태어나 미에현에서 자라났다. 요코하마시립대학 상학부를 졸업했다. 대학 재학 중에 소니 뮤직 엔터테인먼트 오디션에 자작 비디오를 제출해 당선한 것을 계기로 1993년에 소니레코드와 계약했다. 데뷔는 1995년. 데뷔 싱글 〈Precious Junk〉는 오리콘 최고 순위 50위로 판매량이 좋지 않았다. 이후 눈에 띄는 히트곡 없이 지내다 2000년, 8번째 싱글인 〈낙원〉이 대히트. 이후 수많은 히트곡을 발매한다. 히라이 켄이 자신의 싱글 최초로 콜라보한 가수는 일본판 이효리, 아무로 나미에다. 음악 외적으로는 서구적인 외모때문에 혼혈 논란이 많으며 동성애자들이 즐겨찾는 장소에서 여러번 목격된 이후 게이 논란이 많다.

## 음반 목록

### 싱글
- Precious Junk (1995년 5월 10일)
- 한 쪽씩 낀 이어폰 (片方ずつのイヤフォン, 1995년 6월 21일)
- 옆 모습 (横顔, 1995년 11월 22일)
- 큰 비 (ドシャブリ, 1996년 8월 21일)
- Stay With Me(1996년 11월 1일)
- HEAT UP (1997년 7월 21일)
- Love Love Love (1998년 5월 30일)
- 낙원 (楽園, 2000년 1월 19일)
- why (2000년 5월 10일)
- LOVE OR LUST (2000년 10월 18일)
- even if (2000년 12월 16일)
- Miracles (2001년 2월 15일)
- KISS OF LIFE (2001년 5월 6일)
- Missin' you ~It will break my heart~ (2002년 1월 30일)
- Strawberry Sex (2002년 5월 22일)
- 커다란 낡은 시계 (大きな古時計, 2002년 8월 28일)
- Ring (2002년 11월 7일)
- LIFE is... ~another story~ (2003년 5월 8일)
- style (2003년 7월 30일)
- 눈을 감고 (瞳をとじて, 2004년 4월 28일)
- 너는 친구 (キミはともだち, 2004년 5월 19일)
- 생각이 거듭되기 전에... (思いがかさなるその前に・・・, 2004년 10월 6일)
- POP STAR (2005년 10월 26일)
- 바이 마이 멜로디 (バイマイメロディー, 2006년 6월 14일)
- 비가(엘레지) (哀歌（エレジー), 2007년 1월 17일)
- 네가 좋아하는 곳 (君の好きなとこ, 2007년 2월 28일)
- fake star (2007년 9월 12일)
- 캔버스 / 너는 근・사・해♡ (キャンバス／君はス・テ・キ♡, 2008년 2월 20일)
- 언젠가 떠나는 날이 와도 (いつか離れる日が来ても, 2008년 4월 23일)
- CANDY (2009년 9월 23일)
- 저는 당신을 사랑합니다 (僕は君に恋をする, 2009년 10월 21일)
- SING FOREVER (2010년 10월 13일)
- 사랑해 (アイシテル, 2010년 11월 10일)
- 사랑스런 날들이여 (いとしき日々よ, 2011년 5월 4일)
- 고백 (告白, 2012년 5월 30일)
- 키쿄가오카 정거장 (桔梗が丘, 2013년 10월 23일)
- 그로테스크 feat. 아무로 나미에 (グロテスク feat. 安室奈美恵, 2014년 4월 2일)
- 그래도 하고싶어 / 같은 쓸쓸함 (ソレデモシタイ／おんなじさみしさ, 2014년 12월 10일)
- 너의 심장소리는 너밖에 울리지 않아 (君の鼓動は君にしか鳴らせない, 2015년 8월 5일)
- Plus One/TIME (2016년 5월 25일)
- 마법이라고 말해도 될까? (魔法って言っていいかな?, 2016년 6월 22일)
- 내 마음을 만들어 줘 (僕の心をつくってよ, 2017년 3월 1일)
- Nonfiction (ノンフィクション, 2017년 6월 7일)

### 정규 음반
- 《un-balanced》 (1995년 7월 7일)
- 《Stare At》 (1996년 12월 1일)
- 《THE CHANGING SAME》 (2000년 6월 21일)
- 《gaining through losing》 (2001년 7월 4일)
- 《LIFE is...》 (2003년 1월 22일)
- 《SENTIMENTALovers》 (2004년 11월 24일)
- 《FAKIN' POP》 (2008년 3월 12일)
- 《JAPANESE SINGER》 (2011년 6월 8일)
- 《THE STILL LIFE》 (2016년 7월 6일)
- 《THE STILL LIFE Deluxe Edition -Special Limited Package-》 (2016년 12월 14일)

### 컴필레이션 음반
- 《Best Album 「Ken Hirai 10th Anniversary Complete Single Collection '95-'05 "노래바보(歌バカ)"」》 (2005년 11월 23일)
- 《Coupling Best Album 「Ken Hirai 15th Anniversary c/w Collection '95-'10 "속 노래바보(裏 歌バカ)"」》 (2010년 11월 10일)
- 《Ken Hirai Singles Best Collection 歌バカ2》 (2017년 7월 12일)

### 커버 음반
- 《Concept Cover Album 「Ken's Bar」》 (2003년 12월 10일)
- 《Concept Cover Album 「Ken's Bar Ⅱ」》 (2009년 5월 27일)
- 《Concept Cover Album 「Ken’s Bar Ⅲ」》 (2014년 5월 28일)

### 그 외 음반
- 《Remix Album 「Kh re-mixed up 1」》 (2001년 11월 28일)

## 관련 인물
- 구와타 게이스케 - 히라이가 데뷔 전부터 경애하는 뮤지션.
- 시이나 링고 - 음악 프로그램에서 문자 친구라고 언급.
- 히토토 요 - 히토토 요 노래의 재생속도를 80% 느리게 재생하면 히라이 켄의 목소리와 닮아있다는 것이 TV 프로그램 《트라비아의 샘》에서 밝혀졌다.